# 摘要
| ウィキペディアには「摘要」という見出しの百科事典記事はありません（タイトルに「摘要」を含むページの一覧/「摘要」で始まるページの一覧）。 代わりにウィクショナリーのページ「摘要」が役に立つかもしれません。 |